# Georg Bocskay
Georg Bocskay, také György Bocskay, podepisoval se také Georgius Bochkay (1510 Chorvatsko, † 1575 Vídeň) byl rakouský dvorní sekretář, písař a kaligraf císaře Maxmiliána II. O jeho původu, místě narození a školení není nic známo.

## Dílo
Dochovaly se
- kaligraficky psané šlechtické diplomy s kolorovanými erby, které vydával císař Maxmilián Habsburský v letech 1562-1575.
- Mira Calligraphiae Monumenta (sign. Ms 20 Getty Museum), hlavní společné dílo Bocskaye a Hoefnagela, svázané do knihy, má 130 listů, kaligrafie vytvořena pro císaře Maxmiliána II. Habsburského v letech 1561-1563. Náměty jsou z topografie, přírodopisu, heraldiky a emblematiky dalšími ilustracemi doplnil a vydal Joris Hoefnagel ve Vídni roku 1596. Sborník získalo a roku 1992 zveřejnilo Gettyho muzeum v Kalifornii.[1]
- Archetypa s Hoefnagelovými ilustracemi rostlin, hmyzu, ovoce a květin vydal až v roce 1592 Jacob Hoefnagel, syn Jorisův, pro císaře Rudolfa II. v Praze.

Oba sborníky patří k prvním vědeckým přírodopisným atlasům v Evropě.

## Galerie

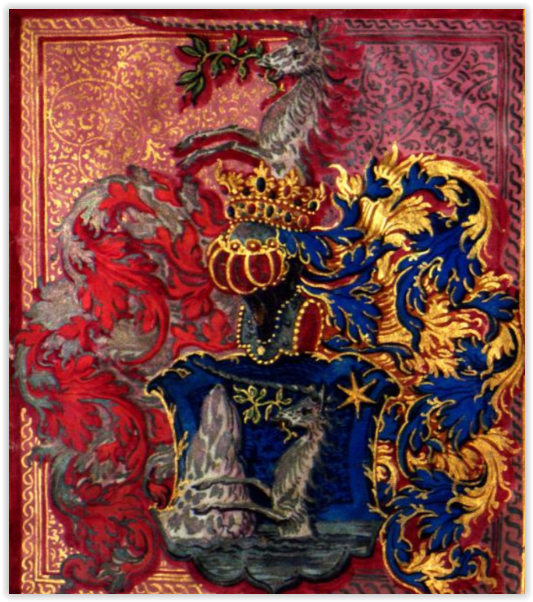
Erb rodiny Vizkelety
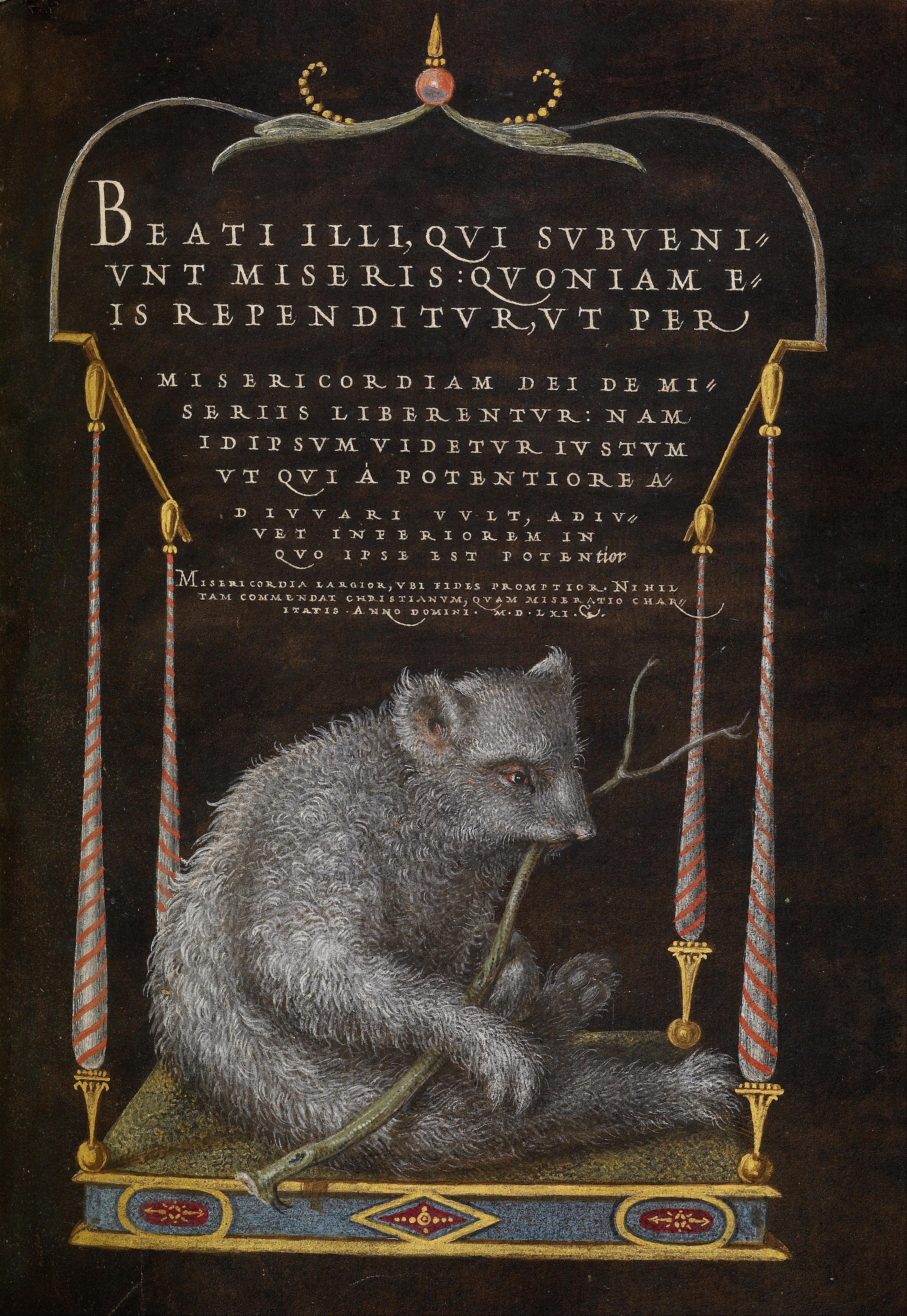
Mira Calligraphiae
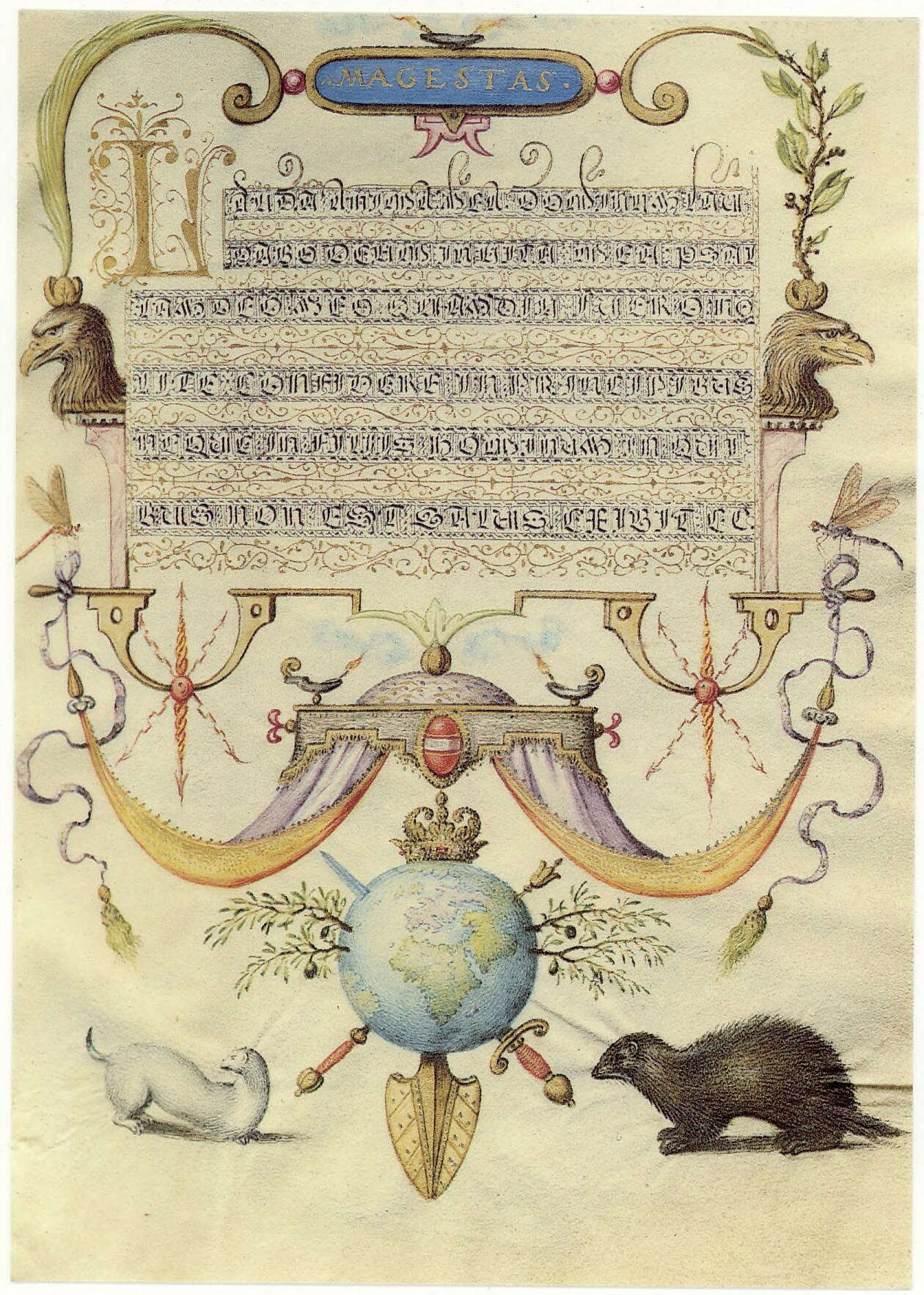
Majestas
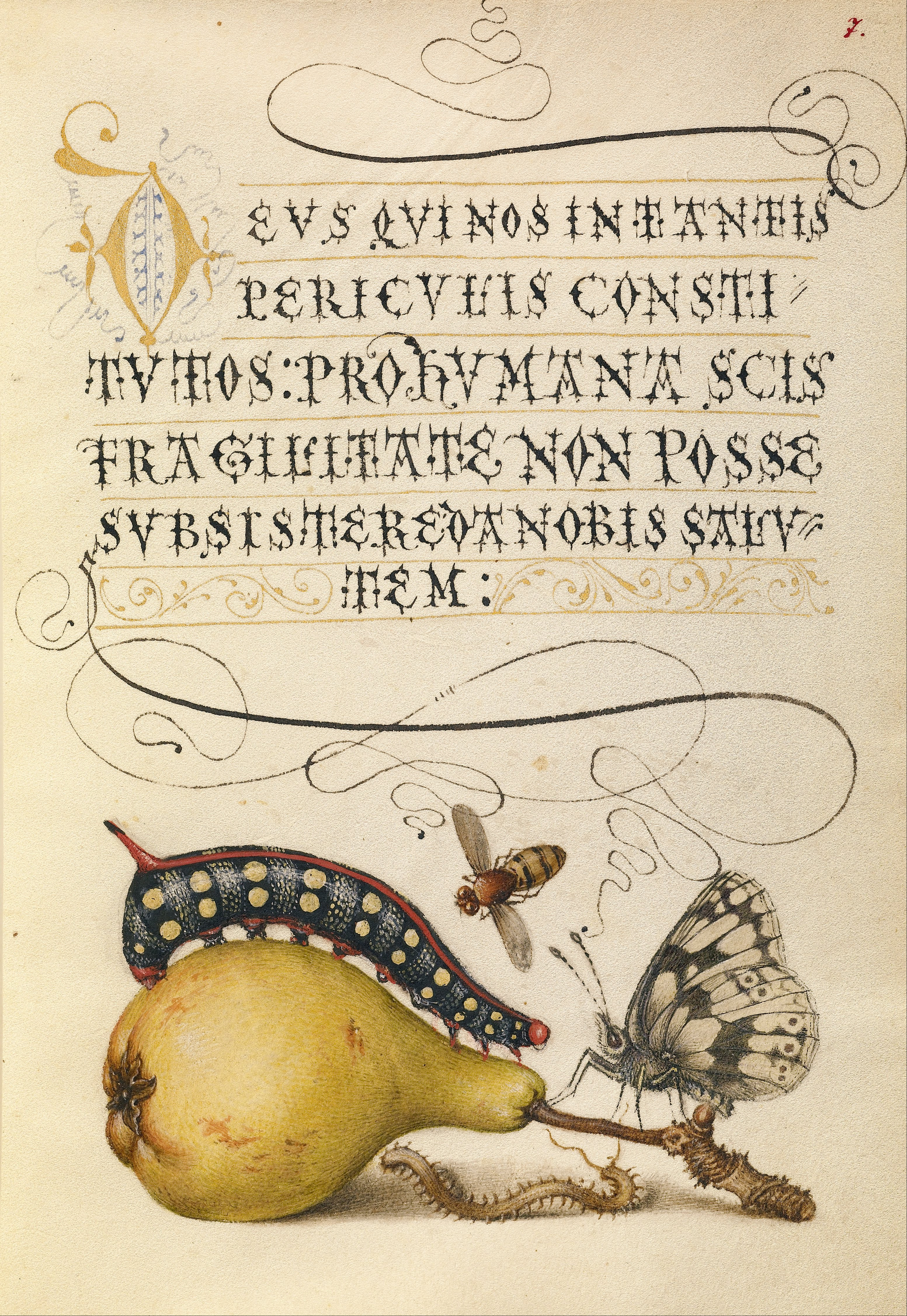
Mira Calligraphiae
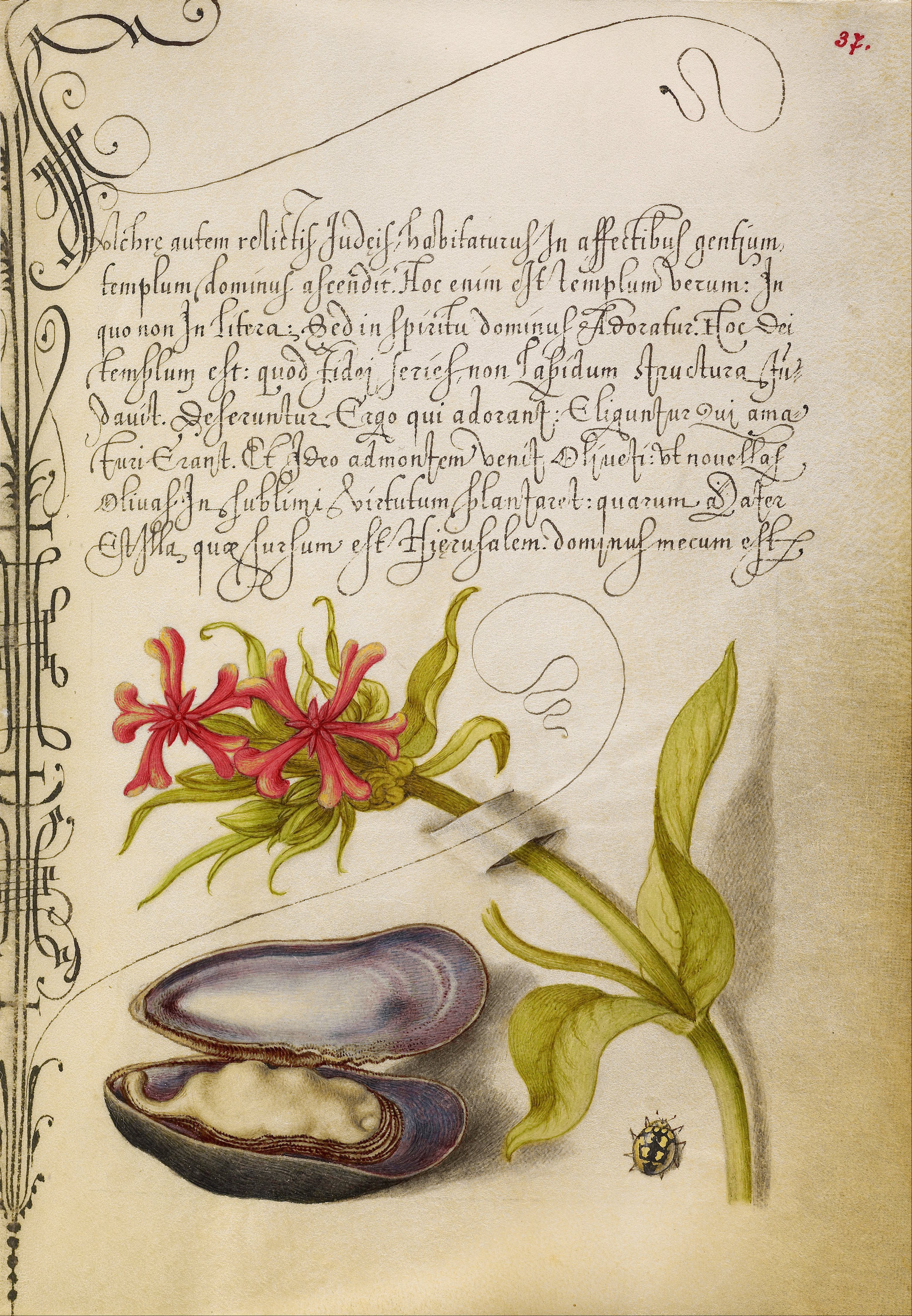
Mira Calligraphiae
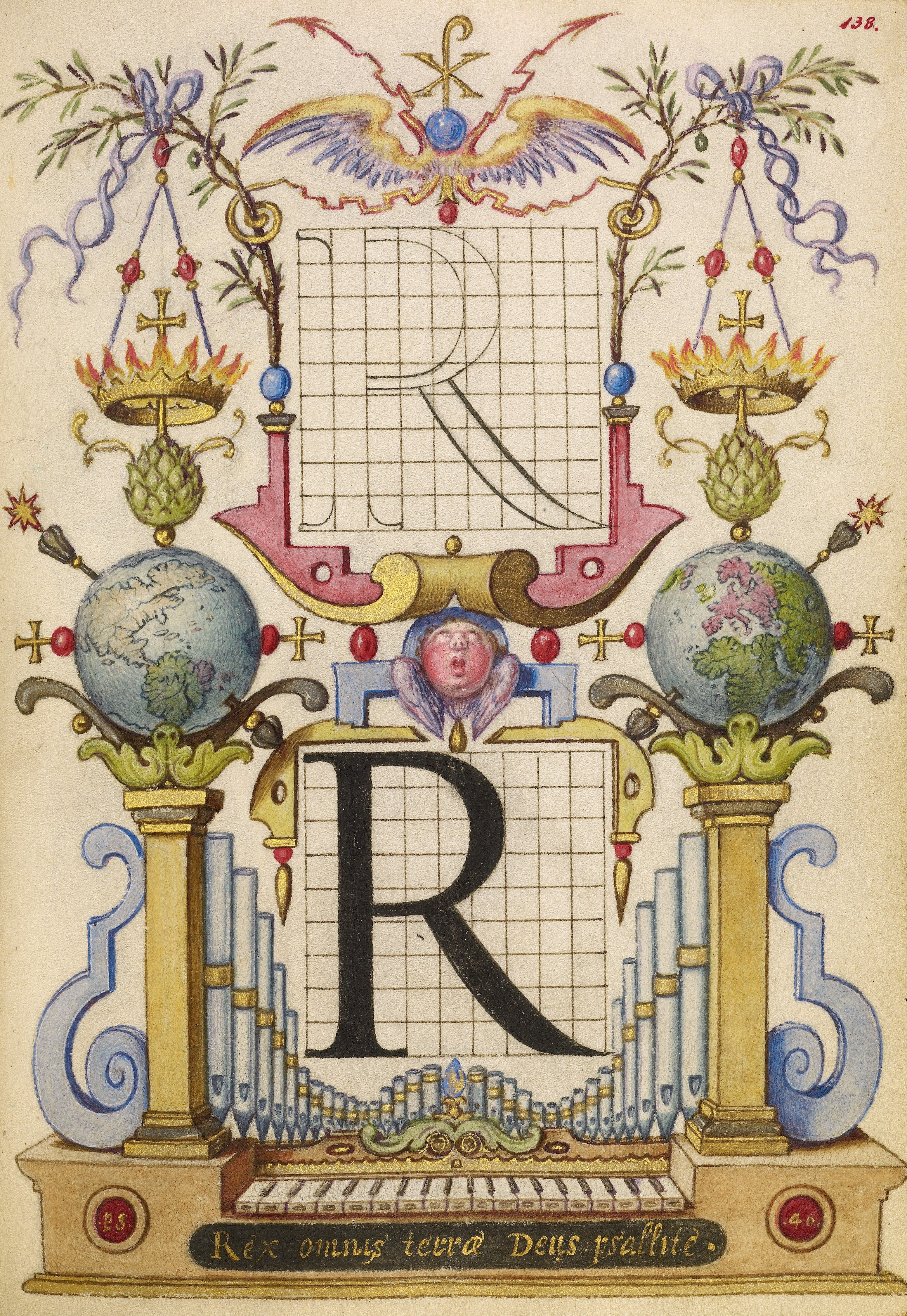
Konstrukce písmene R
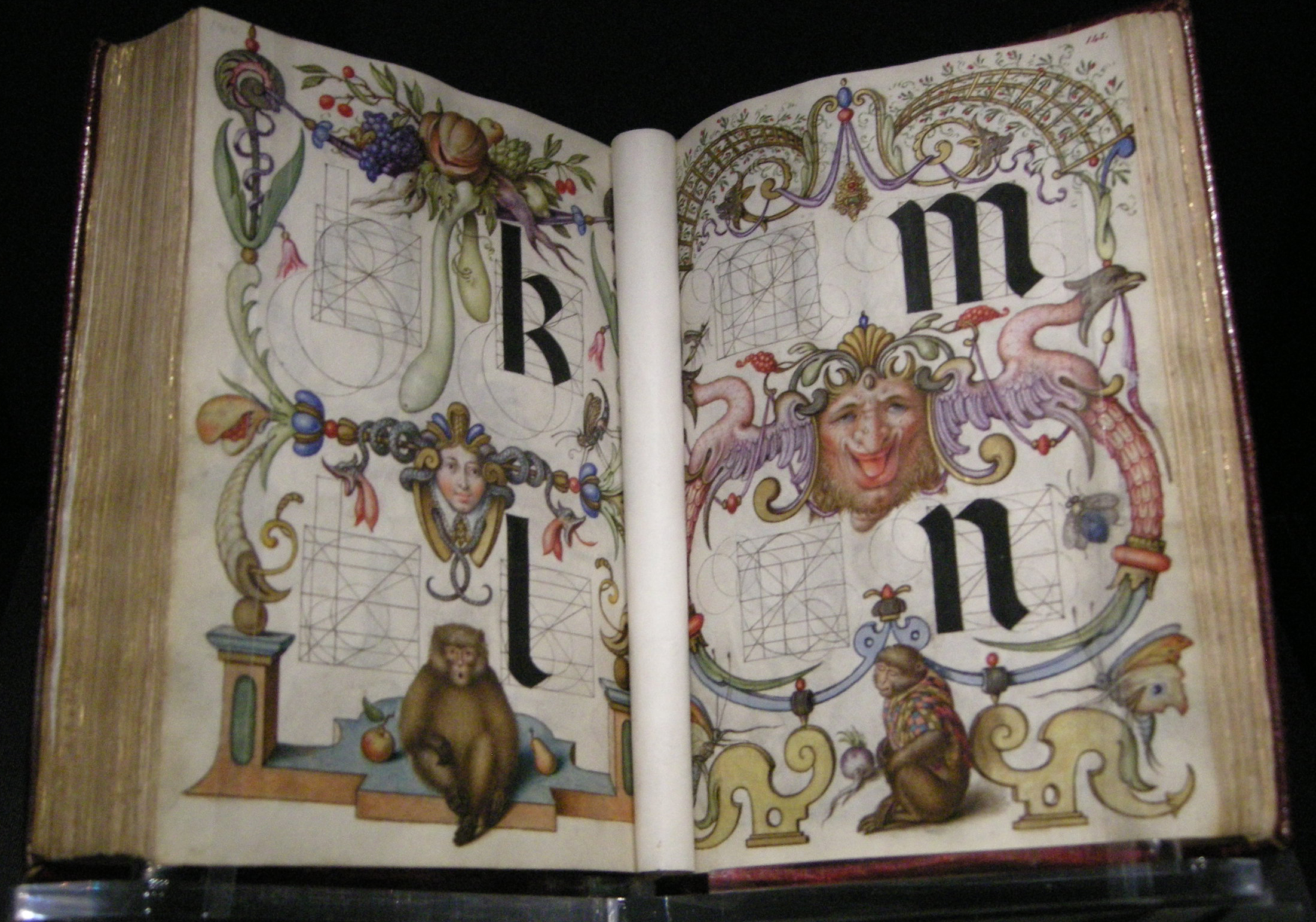
Mira Calligraphie